# Тендуччи, Джусто Фернандо
Джусто Фернандо Тендуччи (итал. Giusto Fernando Tenducci), прозванный Сенезино (итал. Senesino; 1736 год, Сиена, великое герцогство Тоскана — 1790 год, Генуя, республика Генуя) — итальянский композитор, певец-кастрат.

## Биография
Джусто Фернандо Тендуччи родился в Сиене в 1736 году. С 1748 года проходил обучение в консерватории «Пиета деи Туркини» в Неаполе у Л. Фаго и Г. Брунетти. Несмотря на то, что кастрация была незаконной, многие мальчики подвергались этой процедуре. Вплоть до 1902 года в Римско-католической церкви кастраты работали в капеллах соборов и церквей. В XVII—XVIII веках оперные театры платили большие гонорары кастратам.
В 1753 году, в возрасте 17 лет, Джусто Фернандо Тендуччи дебютировал на сцене театра в Венеции в роли Гаспара в опере Фердинандо Бертони «Гвиневера».
В 1757 и 1758 годах принимал активное участие в постановках театра Сан-Карло в Неаполе.
С 1758 по 1765 год жил в Лондоне, где выступал в Королевском театре и Королевском доме оперы. Выступал в Ирландии, Шотландии и Италии.
Через несколько лет он становится одним из самых популярных и самых высокооплачиваемых лондонских певцов
В 1765 году в Дублине познакомился с 14-летней Доротей Монселл, на которой женился через год. В 1772 году брак был аннулирован из-за импотенции мужа, что являлось одним из немногих оснований в Англии, позволявших женщине подать на развод. Тем не менее, Джакомо Казанова утверждал в своей автобиографии, что Доротея Монселл родила супругу двух детей. Согласно мнению современного биографа певца, Хелен Берри это были дети Доротеи Монселл от второго брака с Робертом Лонг Кингсманом.
В 1768 году певец вернулся в Лондон из Эдинбурга. Здесь он прожил большую часть своей жизни. В 1777—1778 годах в Париже преподавал вокал Вольфгангу Амадею Моцарту. Впечатлённый вокальными данными своего учителя, Вольфганг Амадей Моцарт написал для него концертную арию, которая не сохранилась.
Джусто Фернандо Тендуччи вернулся в Италию, где вскоре умер в январе 1790 года в Генуе.

## Творческое наследие
Творческое наследие включает 2 оперы и несколько инструментальных сочинений.